# 1749 w polityce
Wydarzenia polityczne w 1749 roku.

## Zmarli
- 16 kwietnia Mechitar z Sebasty, ormiański zakonnik[1].